# Sette dormienti di Efeso
I sette dormienti di Efeso sono venerati come santi dalla Chiesa cattolica e dalla Chiesa ortodossa.
Il Martirologio Romano riporta la loro festa al giorno 27 luglio; secondo la tradizione cattolica i loro nomi sono: Costantino, Dionisio, Giovanni, Massimiano, Malco, Marciano e Serapione. La Chiesa ortodossa li celebra il 4 agosto e il 22 ottobre.
Delle quattrocentesche statue in cartapesta dei sette Santi dormienti (uniche in campania e in Italia, per le grandi dimensioni) si trovano nella Cappella dei Santi Cosma e Damiano ad Angri. 

## Leggenda

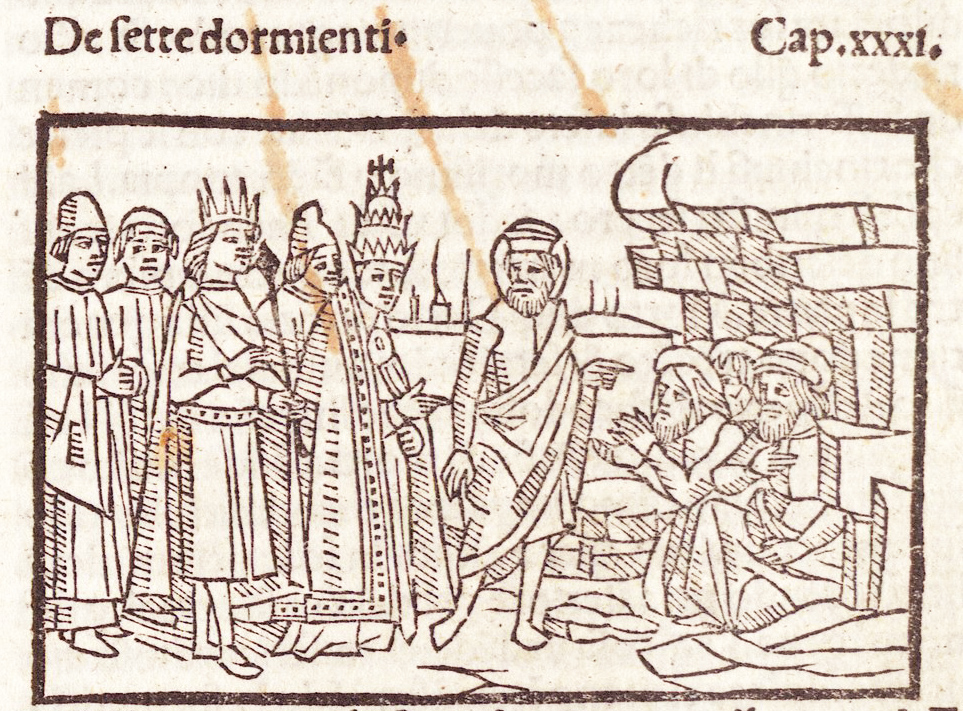
I sette dormienti nella Legenda Aurea (1497)

La vicenda leggendaria dei Sette dormienti è narrata principalmente nella Legenda Aurea di Jacopo da Varazze, che riprese le notizie fornite da Gregorio di Tours e da Paolo Diacono nella sua Historia Langobardorum.
Si narra che durante la persecuzione cristiana dell'imperatore Decio (250 circa) sette giovani cristiani di Efeso furono chiamati davanti ad un tribunale a causa della loro fede. Essi, rifiutando di sacrificare alle divinità pagane, furono condannati ma momentaneamente rilasciati. Per evitare nuovamente l'arresto si nascosero in una grotta sul monte Celion, dalla quale uno di essi, Malco, vestito da mendicante, andava e veniva per procurare il cibo. Scoperti, vennero murati vivi nella grotta stessa. I sette giovani si addormentarono nella loro prigione nell'attesa della morte.
Furono risvegliati da un gruppo di muratori che, sfondata la parete, volevano costruire un ovile. Erano passati duecento anni: Malco, tornato ad Efeso, scoprì con stupore che il Cristianesimo non solo era ormai tollerato, ma era divenuto persino la religione dell'Impero. Il giovane, scambiato dapprima per pazzo, venne poi creduto quando il vescovo e i cittadini salirono alla grotta avvalorando il racconto. 
I sette giovani costituirono viva testimonianza della resurrezione dei corpi; perirono lo stesso giorno del loro risveglio e furono in seguito sepolti, per ordine dell'imperatore Teodosio II, in una tomba ricoperta di pietre dorate (secondo la Legenda Aurea essi apparvero in sogno all'imperatore chiedendo di restare nella caverna sino alla resurrezione finale).

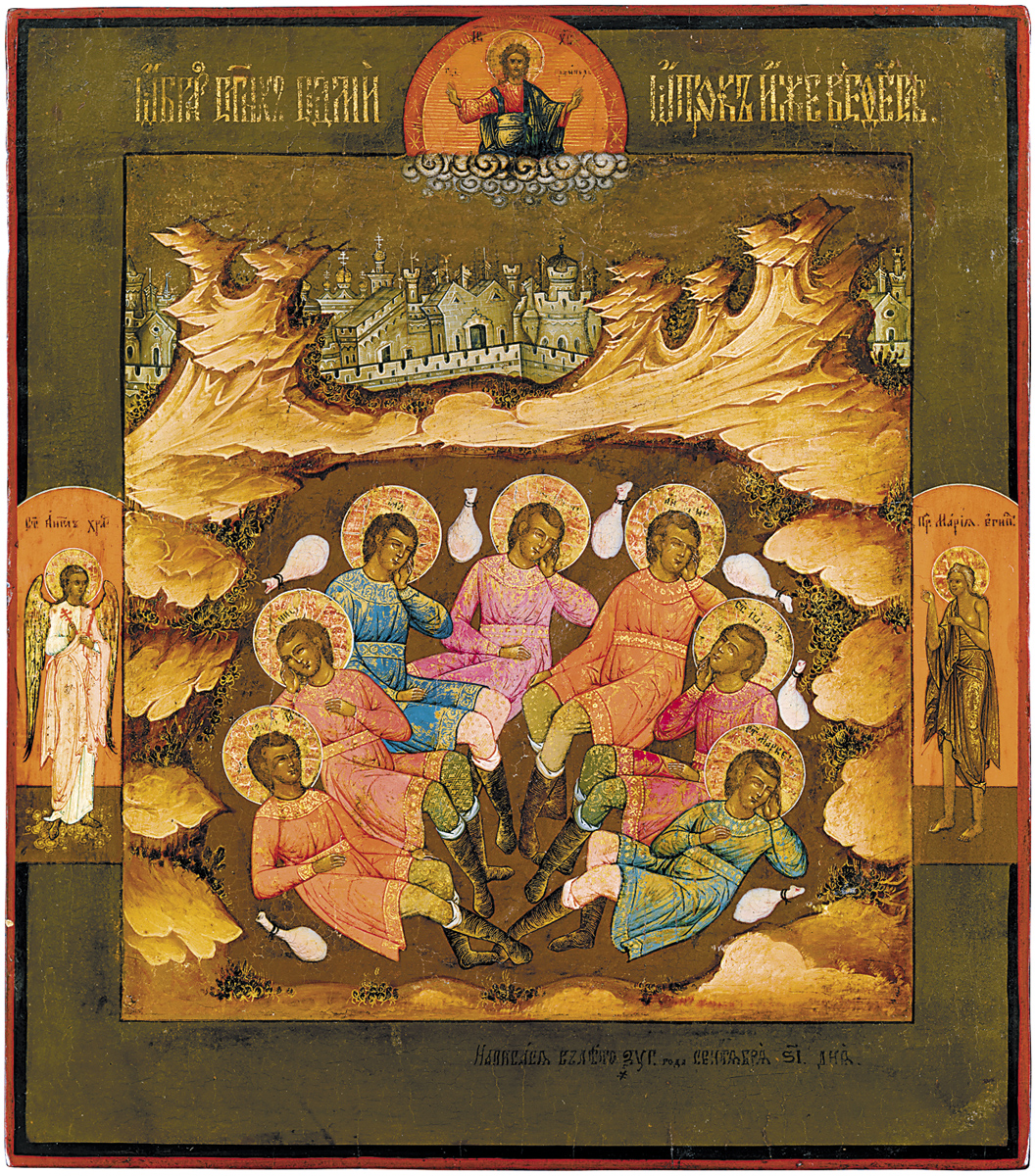
I sette dormienti, icona russa del XIX sec.

(Corano, sura XVIII:18, 25)

## La "sura della caverna" -Ahl al-Kahf
La tradizione dei dormienti non è esclusiva del mondo cristiano. Anche nell'Islam essa ha un ruolo centrale, essendo il racconto che dà il titolo ad una sūra del Corano, la diciottesima, detta per l'appunto "sura della caverna". La sura, tra le più rilevanti anche per il lettore non musulmano, contiene altri due importanti nuclei narrativi: uno dedicato all'incontro del profeta Mosè con un misterioso personaggio (Al-Khidr) e uno a Dhu al-Qarnayn. La sura è cioè un forte elemento connettore tra tradizioni del libro e miti europei, mediterranei ed asiatici.
Riguardo al numero dei dormienti, il Corano non dà indicazioni precise: 

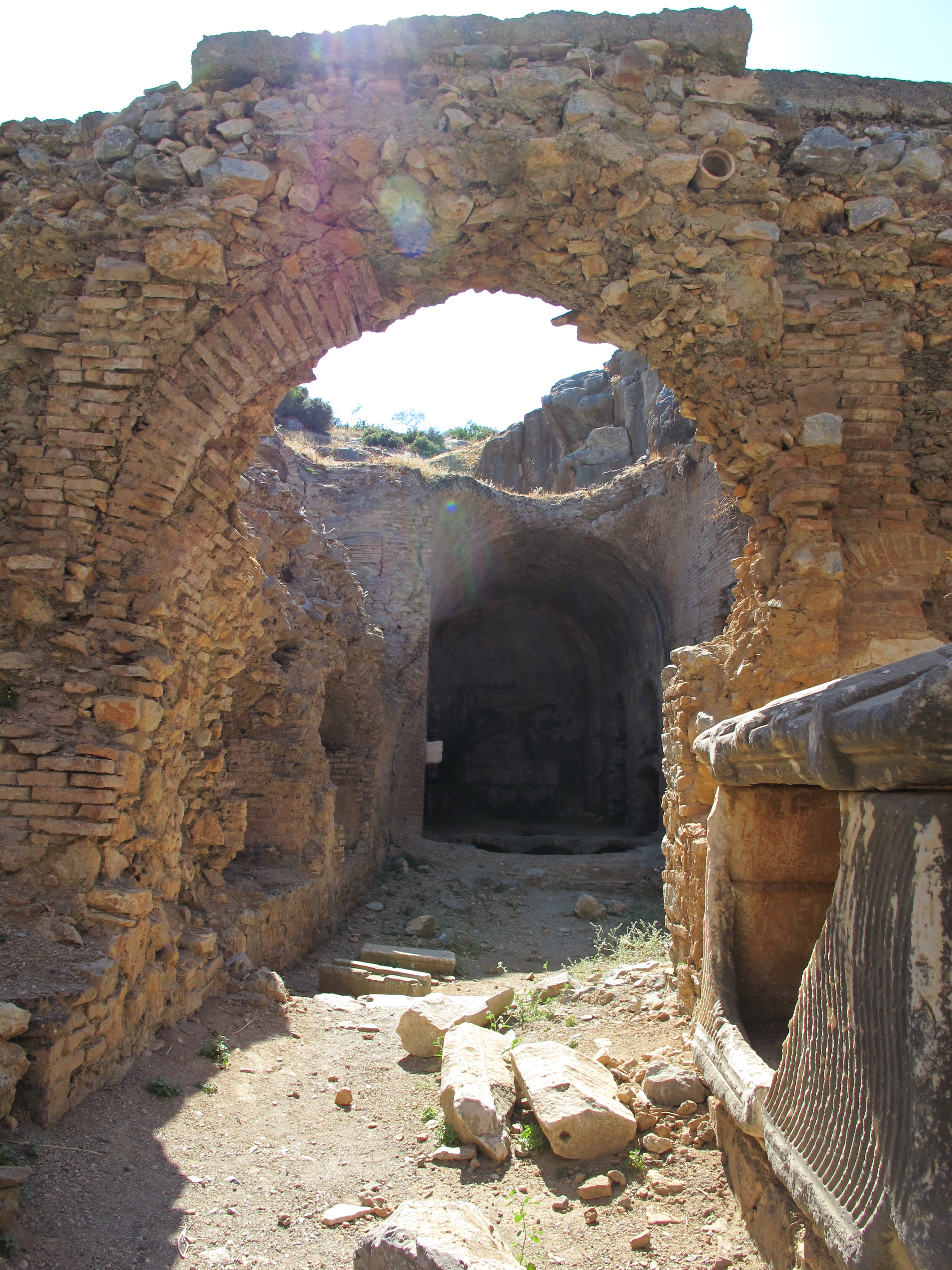
La grotta dei sette dormienti a Efeso

(Corano, sura XVIII:22)

## Riferimenti nella letteratura contemporanea
Questa vicenda miracolosa ha colpito la fantasia popolare e quella degli scrittori, così che non mancano composizioni e racconti che si rifanno a questo argomento:
- I sette dormienti della caverna di Azeffoun, racconto popolare in berbero della Cabilia, contenuto in una raccolta di Auguste Mouliéras; in questa versione, ambientata in una località della regione, i dormienti (il cui sonno sarebbe durato "solo" 40 anni) sono sette.
- Un dramma in quattro atti dello scrittore egiziano Tawfiq al-Hakim (composto nel 1933), in cui si immaginano i personaggi (in numero di tre: Mishilinia, Marnush e Iamlikha) al risveglio, alle prese con una realtà che non è più quella in cui si erano addormentati.
- La leggenda dei dormienti racconto dello scrittore jugoslavo Danilo Kiš, contenuta nella raccolta Enciclopedia dei morti.
- Il cane di terracotta, romanzo di Andrea Camilleri  (1996) contiene un riferimento alla leggenda.
- The crock of Gold di James Stephens contiene un breve accenno alla leggenda.
- Il racconto Lo Zahir di Jorge Luis Borges cita la moneta antica che uno dei dormienti avrebbe offerto come prova del tempo trascorso.
- Nel racconto La Ricerca di Averroè, Jorge Luis Borges fa narrare al mercante Abulqasim Al-Ashari la pittoresca scena di una rappresentazione teatrale cantonese che ha per soggetto la versione islamica della Leggenda dei Dormienti di Efeso, quale sotterranea rivelazione per un immaginario Averroè impegnato nella decifrazione degli oscuri lemmi tragedia e commedia rinvenuti nel Primo libro della Poetica di Aristotele che lo stesso si accingeva a tradurre.
- Nel romanzo Lo scarabeo di Nefertari dell'argentino Manuel Mujica Láinez, narrato in prima persona da un gioiello egizio che passando di mano in mano attraversa le varie epoche storiche, uno dei dormienti indossa questo anello durante la permanenza nella grotta.
- Tre uomini in barca (per tacere del cane) (1889), romanzo di Jerome K. Jerome, ove "urlare tanto da svegliare i Sette Dormienti" è considerata dall'autore un'espressione metaforica comune per indicare le difficoltà di svegliare una persona da un sonno profondo.[4]
- Lo storico inglese Arnold J. Toynbee, nel suo saggio Civiltà al paragone del 1947, accosta la vicenda del risveglio dei sette dormienti al panislamismo militante.
- I Vurdalak, racconto di A.K.Tolstòj del 1847.
- La Filastrocca del sette del poeta perugino Claudio Spinelli.
- La leggenda dei sette dormienti di Efeso è raccontata dallo storico inglese Edward Gibbon nel suo Declino e caduta dell'Impero romano.

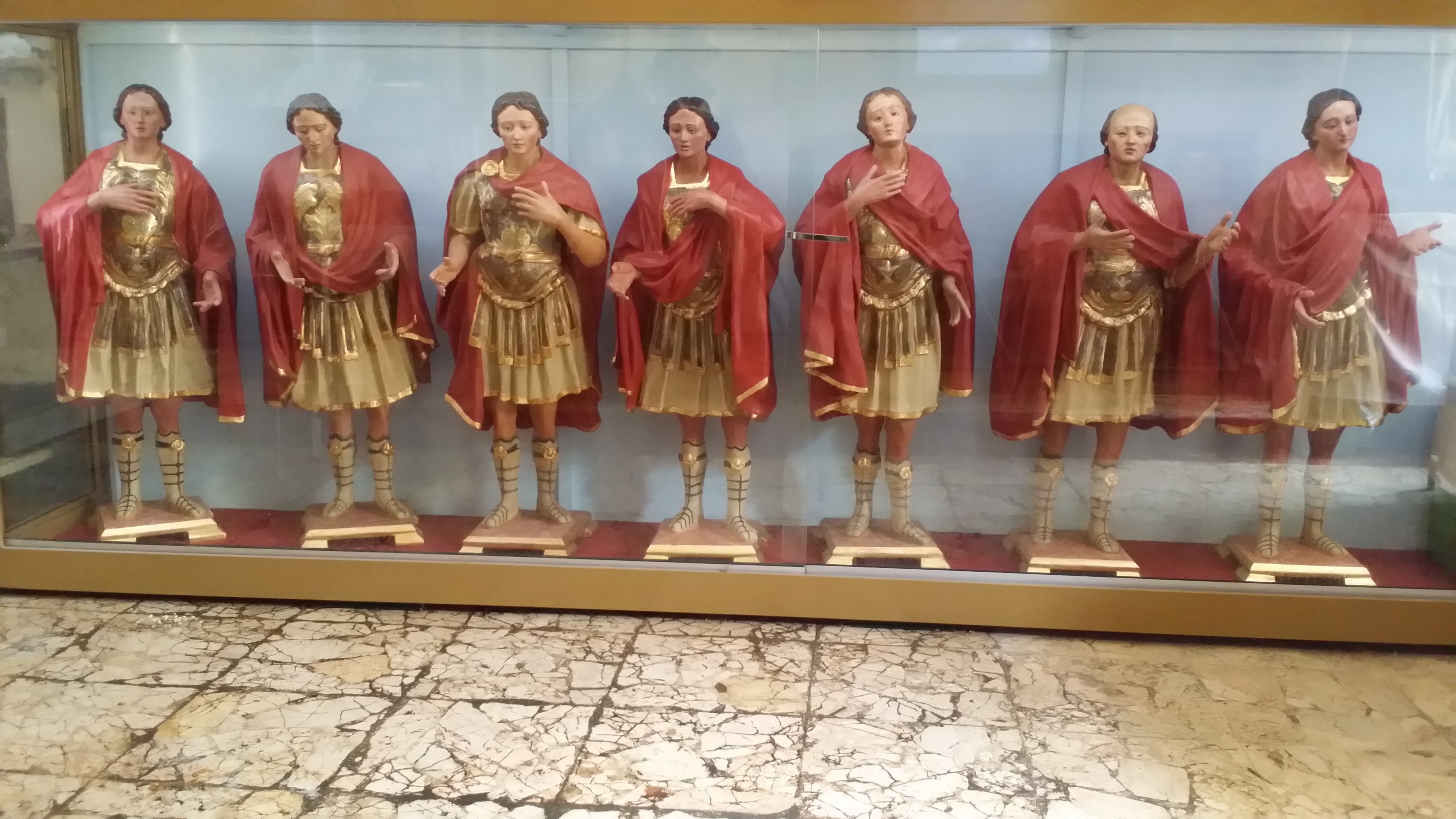
Teca di vetro contenente le statue in cartapesta dei sette Santi dormienti (Costantino, Dionisio, Giovanni, Massimiano, Malco, Marciano e Serapione), situate nella cappella dei Santi Cosma e Damiano di Angri.